# Soyuz 7K-L3
A Soyuz 7K-L3, também conhecida como Soyuz 7K-LOK (do termo em russo Lunniy Orbitalny Korabl, ou Máquina Orbital Lunar), foi projetada para ser usada no Programa lunar tripulado soviético, mais especificamente no subprograma Lunar L3.
A Soyuz 7K-L3, era baseada nas anteriores Soyuz 7K-L1 e Soyuz 7K-OK. Apenas três lançamentos desse modelo ocorreram: um teste não tripulado em órbita terrestre bem sucedido em 1970, utilizando um foguete Soyuz-L na missão Kosmos 379, e outros dois, também não tripulados em 1971 e 1972, ambos terminando em falha com a explosão do veículo lançador, o foguete N-1.
Esse modelo tinha a capacidade de se acoplar a outra espaçonave, mas sem um "túnel de passagem", obrigando os cosmonautas a uma atividade extraveicular para a transferência. Para isso, eles usavam o traje espacial Krechet, predecessor do Orlan, usado atualmente pela tripulação Russa na ISS.